# KZO
KZO ("Kleinfluggerät Zielortung") — немецкий разведывательный БПЛА.
Предназначен для телевизионной разведки площадных целей и отдельных объектов, корректировки огня РСЗО, артиллерии и миномётов.
Запускается с помощью ракетного двигателя, приземление происходит с помощью специального парашюта.
Дрон оснащен инфракрасной камерой. Программное обеспечение комплекса управления БПЛА позволяет автоматически распознавать тип целей.

## ЛТХ
- размах крыла 3,42 м
- вес 168 кг
- скорость 120—216 км / ч
- время полёта 6 ч
- Практический потолок: 4000 м Высота НУМ

## Варианты и модификации
- Mücke

## Эксплуатация и боевое применение
Находится на вооружении Бундесвера, используется немецкими войсками в Афганистане с конца июля 2009 года.